# Augusto Cioni
Pour les articles homonymes, voir Cioni.
Augusto Cioni (né le 11 avril 1936 à Empoli,) est un coureur cycliste italien, actif dans les années 1950 et 1960.

## Biographie
Professionnel de 1959 à 1961, Augusto Cioni a remporté une étape du Tour des Pays-Bas. Il a également participé à une édition du Tour d'Italie. 

## Palmarès

### Palmarès amateur
- 1958
  - Circuit de Cesa
  - Giro delle Due Province
  - Coppa del Mobilio (en ligne)

### Palmarès professionnel
- 1960
  - 3e étape du Tour des Pays-Bas

### Résultats sur les grands tours

#### Tour d'Italie
1 participation
- 1959 : abandon